# Blossia falcifera longicornis
Blossia falcifera longicornis es una subespecie de arácnido  del orden Solifugae de la familia Daesiidae.

## Distribución geográfica
Se encuentra en Namibia.